# Вознесеновка (Ивановский район)
В Амурской области также есть село Вознесеновка в Ромненском районе.
Вознесе́новка — село в Ивановском районе Амурской области, Россия. Входит в Ивановский сельсовет.

## География
Село Вознесеновка расположено к югу от районного центра Ивановского района села Ивановка.
Дорога к селу Вознесеновка идёт на восток от села Крещеновка (расположено на автодороге областного значения Белогорск — Ивановка — Тамбовка — Константиновка); расстояние до трассы — 4 км.
Расстояние до райцентра села Ивановка — 16 км.
На восток от села Вознесеновка идёт дорога местного значения к селу Успеновка.

## Население
| 2002 | 2010 | 2012 | 2013 | 2014 | 2015 | 2016 |
| ---- | ---- | ---- | ---- | ---- | ---- | ---- |
| 14   | ↘5   | ↘3   | ↗4   | ↘2   | ↗3   | →3   |
| 2017 | 2018 |      |      |      |      |      |
| →3   | ↗5   |      |      |      |      |      |

## Инфраструктура
- Сельскохозяйственные предприятия Ивановского района.